# 阿斯利康
阿斯特捷利康制药公司（英語：AstraZeneca plc.），是一家由瑞典阿斯特公司（Astra AB）和英国捷利康公司（Zeneca Group PLC）于1999年4月6日合并而成的大型英瑞合资生物製藥企业；而捷利康本身是於1993年由英國帝国化学工業公司分拆出来的製藥公司。阿斯特捷利康公司研发、制造及销售用于治疗消化、心血管、肿瘤、中枢神经、呼吸系统疾病以及用于麻醉的药物和疫苗。公司总部位于剑桥的剑桥生物医学园区。

## 歷史
2007年4月23日，阿斯利康斥資156億美元收購美國生物製藥公司MedImmune。
2015年12月16日，阿斯利康斥資5.75億美元收購日本武田藥品的核心呼吸藥品業務，包括可預防慢性阻塞性肺病的藥品Daliresp（Daxas）。
2015年12月17日，阿斯利康斥資40億美元收購未上市生物製藥企業Acerta Pharma的55%權益，以便獲得後者的一種治療白血病的新藥物。
2019年3月29日，阿斯利康制药投資69億美元與日本第一三共共同開發癌症治療用藥，以提升在腫瘤醫學用藥市場地位。
2020年12月30日，阿斯利康與牛津大學合作研發的AZD1222疫苗獲得英國藥品及保健品管理局緊急使用許可，世界衛生組織於2021年2月15日將該疫苗列入緊急使用清單，這款疫苗將以成本價向貧窮國家供應，並成為全球疫苗分配計劃（COVAX）首種分發使用的疫苗。

## 争议

### 與歐盟的疫苗供應量訴訟
2020年8月，阿斯利康与欧盟签署一项协议，以供应欧盟3亿剂阿斯利康疫苗的合同，另外还有1亿剂的购买选择权。2021年1月，阿斯利康宣布，由于该公司在欧洲供应链中一个制造基地的产量下降，将在第一季度交付给欧盟的疫苗数量减少60%至3100万剂，引起欧盟卫生专员斯特拉·基里亚基德斯（Stella Kyriakides）在推特上表示，欧盟各国政府“对此深表不满”。阿斯利康于2月开始向欧盟交付疫苗。3月12日，阿斯利康发表声明表示，尽管已经加速供应，但计划向欧盟运送的疫苗数量还是出现短缺。阿斯利康在早前的声明中曾表示，由于生产过程的产量低于预期，其欧洲供应链正面临短缺，正在寻求通过其国际供应网络采购疫苗来弥补部分短缺。而阿斯利康在第二季度提供给欧盟的剂量中，其中一半的供应量和第一季度的1000万剂量来自其国际供应链。欧盟委员会表示，2021年前三个月只有3000万剂疫苗，而阿斯利康本应提供9000万剂疫苗。而第二季度，阿斯利康表示，只能提供承诺的1.8亿剂中的7000万剂。
2021年4月26日，经过数月的纠纷后，欧盟正式在比利时布鲁塞尔启动对阿斯利康因疫苗交付延误的法律诉讼。欧盟委员会以阿斯利康沒有遵守其疫苗供应合同的条款，以及对阿斯利康将疫苗优先提供给英国表示不满。阿斯利康在回应公告的声明中表示，该公司已完全遵守与欧盟的协议，将在法庭上为自己辩护，并希望尽快解决争端。同年5月11日，欧盟在比利时法院听证会上，对阿斯利康提出第二次新诉讼，要求阿斯利康在第二季度交付9000万剂，此外还有2022年3月底交付的3000万剂，总计1.2亿剂疫苗。欧盟委员会随后在新闻发布会上表示，这些诉讼的最终目标是获得疫苗剂量，而不是惩罚阿斯利康或寻求罚款。但也表示，阿斯利康公司可能会受到经济处罚。阿斯利康在听证会上表示没有义务提供合同中规定的全部剂量，因为它只承诺尽「最大合理努力」来实现这一目标。对于欧盟部分人士指控阿斯利康拒绝转移在英国的两家工厂生产的剂量，阿斯利康辩称，在百年一遇的大流行和无法预见生产与交付疫苗的挑战下，其在英国的生产工厂需优先遵从与英国政府的合同。阿斯利康首席执行官苏博科曾声称，根据合同，他有义务先向英国居民提供在牛津和斯塔福德郡生产的药物。阿斯利康将供应量减少归咎于比利时工厂的生产问题，但欧盟表示，其合同确定了欧盟可以和英国的多家工厂采购供应。
6月18日，比利时法院一審法庭裁定阿斯利康严重违反与欧盟27国集团的合同，指令阿斯利康必須於9月27日前交貨8020萬劑疫苗，否則每劑罰款10歐元。雖然欧盟委员会声称该裁决是一項胜利，符合欧盟委员会对阿斯利康没有履行在合同中做出承诺的立场，不過法庭並沒有依照歐盟的主張向阿斯利康發出嚴格的交付指令及嚴厲的罰款。歐盟原本希望法庭判處阿斯利康須在2021年6月底前交付1.2億劑疫苗，在9月底前把全部3億劑疫苗交付完畢，並且對延遲運交的每劑疫苗每天罰款10歐元，然而法庭判決的交付時程不但遠較歐盟的要求寬鬆，每劑疫苗的延期罰款也沒有被每天計算，亦沒有對全部3億劑疫苗裁定交貨完畢的限期，不過法庭也表示阿斯利康仍是要盡力完成3億劑的總交貨量。阿斯利康方面在法庭宣判前已交付近7000萬劑疫苗，亦即只需在9月27日前交付多約1000萬劑便能符合這次裁決在9月交付8020萬劑的要求。
2021年9月1日，经过几个月的协商，欧盟与阿斯利康达成一项和解协议，以结束阿斯利康对疫苗交付速度缓慢的法律诉讼。欧盟委员会表示，欧盟与阿斯利康根据双方在1年前签署的预先采购协议達成共識，阿斯利康必须在2021年12月結束前交付1.35亿剂疫苗，而在2022年3月交付6500万剂疫苗，总计3亿剂疫苗，而阿斯利康在達成和解協議時已交付當中的1億劑疫苗。

### 深圳市員工篡改報告騙取醫保基金
2021年7月，深圳市医疗保障局收到举报称阿斯利康工作人员涉嫌欺诈，遂联合深圳警方等进行查办。8月，阿斯利康進行內部合規檢查時，發現在中国深圳市的员工有篡改患者检测报告的行為，被篡改的醫療記錄與該公司的一款已列入醫保的肺癌治療藥有關，懷疑有員工透過篡改病歷報告骗取医保基金，於是通報執法部門調查。9月15日，深圳警方羁押多名医药代表。2021年12月27日，国家医保局和公安部联合约谈阿斯利康（中国）。12月底，阿斯利康（中国）肿瘤业务多名高管离职或调职。
2022年1月27日，时任区域总监的左颖全在深圳被警方羁押，次日被刑事拘留。1月29日，国家医保局首次公开此案情况发布《国家医保局回应阿斯利康制药有限公司工作人员涉嫌骗取医保基金问题》，督促深圳市成立医保、公安、卫生健康、市场监管等部门组成的联合专案组，对阿斯利康进行调查。同日，阿斯利康（中国）发布公告称主动向有关部门汇报并协助政府调查。2月10日，深圳市医保局称，抓获涉案人员17名，全部采取刑事措施。
2023年8月，左颖全及其13名下属的案件在深圳一审宣判，左颖全被判犯诈骗罪，有期徒刑十一年六个月。2024年6月，康玉玲、刁留印案在福州一审宣判，康玉玲被判处有期徒刑十三年六个月，刁留印被判处有期徒刑十一年六个月。2024年10月30日，阿斯利康全球执行副总裁、国际业务主席及中国总裁王磊被有关部门调查。

## 评价
英國《每日郵報》在2021年3月28日報導，阿斯利康在肺炎疫情中緊急開發疫苗，並放棄在疫情大流行期間賺取可觀的利潤，以成本價平均約3.6英鎊一劑出售，又承諾生產30億劑，卻因為接連因美國註冊數據、歐洲血栓個案，又捲入歐盟與英國的疫苗紛爭，飽受歐盟責罵，使阿斯利康管理層感到困擾，報導又稱如果阿斯利康將疫苗的定價增加一倍，便能賺取110億英鎊。阿斯利康放棄如其他疫苗研發商般趁機謀取巨額利潤，將研製出的疫苗以成本價供應。
2021年6月26日，英国《卫报》点评阿期利康在生产疫苗的背后所经历的试验和磨难中，所遭受到的许多打击。《卫报》在综合评论上表示，牛津大学的科学理想主义者与大型制药公司的结合是促成研發出牛津—阿斯利康疫苗的重大因素，正是这种思想和金钱的投入，將理想主义与实用主义融合，可是不幸地牛津和阿斯利康合作開發的疫苗走上了最艰难的道路。在臨床試驗結果在受試群體的年齡及劑量問題便引起質疑，也對之後申領認證造成障礙。牛津大学对老年人采取极其谨慎的态度，其最早的试验中只招募60岁以下的人。其次是用于研究的疫苗在試驗过程中出現意外的效果；这是一起研究人员在研究过程中，因為操作人員程序失誤，為受試群體第一次注射時使用了两种不同强度的剂量，卻在机缘巧合下证明给予半剂量比全剂量的志愿者得到更多的保护，半劑量對全劑量的有效率差距是90%對62%，但美国食品和药物管理局对这种意外的结果始终抱有怀疑的態度。在2020年9月时有两名美国人在接种阿斯利康疫苗后，其保护脊髓的髓鞘受损，阿斯利康受到美国评论员的各种批评，虽然最终没有證據證明与接種疫苗有关，但美国食品和药物管理局依然对副作用有所怀疑。牛津大学和阿斯利康的科学家对接二連三的冲击感到震惊，他们日以继夜地工作以更新数据，但阿斯利康疫苗在美国仍然没有获得许可。
虽然2020年在美国的试验停滞不前，但阿斯利康在歐洲也面臨困境，欧盟对阿斯利康减少提供的剂量感到不满。隨著欧洲领导人目睹英国稳步推出疫苗，问题迅速升级为全面爆发。英國牛津大学、阿斯利康制药公司和一些時事評論員认为，英國脫歐的紧张局势及英国政府宣扬其領先歐盟的疫苗接种计划，都加剧了英歐之間的争吵，阿斯利康公司因而成為被歐盟針對的對象。另一个大问题是公众对疫苗的信心遭到動搖，德语媒體《商报》在2021年1月25日刊登了「阿斯利康疫苗显然对老年人几乎没有效果」的报道后，歐洲國家的一些领导人包括法国总统埃马纽埃尔·马克龙為了在英歐糾紛中搶佔輿論焦點，在未經查證下也宣稱阿斯利康疫苗对65岁以上的人「几乎无效」，但法國在同年3月初卻批准阿斯利康疫苗適用於65岁及以上的國民接种，总统马克龙因而被迫公开表示自己也会接種阿斯利康疫苗。尽管在现实世界的数据最终证明该疫苗在老年人身上效果很好，但在年轻人卻出現很罕见的血栓問題，雖然因為肺炎病例持續激增，牛津—阿斯利康疫苗仍然獲得全球多數國家的應用，而欧洲药品管理局在调查后對疫苗的总结是「利大于弊」，但對阿斯利康的形象所造成的損傷害已難以彌補。牛津—阿斯利康疫苗的形象也飽受民族主义的損害，和西方國家研發的其他疫苗一樣遭受中俄兩國政府操控的媒體中傷，如俄罗斯政府及其利益集团为了推廣其開發的卫星5号等本國疫苗，便利用各種媒體大量散布错误与虚假信息進行惡意攻擊，意圖分裂西方社會及破壞歐美產品在公眾的信心，還将阿斯利康的产品稱作「猴子疫苗」，以诋毁其竞争对手所研發的疫苗。